# Otto von Ernst
Otto von Ernst (* 10. Juli 1853 in Thorn, Provinz Preußen; † 29. Mai 1925 in Düsseldorf) war ein deutscher Landschafts-, Jagd- und Stilllebenmaler.

## Leben
Von Ernst studierte von 1869 bis 1874 an der Kunstakademie Düsseldorf Malerei. Dort waren Andreas und Karl Müller, Heinrich Lauenstein, Wilhelm Lotz und Ernst Giese seine Lehrer. Anschließend studierte er unter Albert Baur d. Ä. und Albert Brendel an der Großherzoglich-Sächsischen Kunstschule Weimar.
Um 1885 Jahre folgte er mit zahlreichen Malern aus Europa, jeweils spezialisiert auf Landschafts-, Historien- und – wie etwa Otto von Ernst – auf die Darstellung von Pferden, einem Angebot des deutschstämmigen Unternehmers William Wehner zur Mitarbeit an Panoramen und Rundgemälden in einem Studio in Milwaukee, Wisconsin. Wehners „American Panorama Company“ erstellte ab 1885 unter der Leitung von August Lohr und Friedrich Wilhelm Heine Panoramen und Rundgemälde, mit Darstellungen von Schlachten des amerikanischen Sezessionskrieges, wie „The Storming of Missionary Ridge“ und „The Battle of Atlanta“ und schließlich auch zu religiösen Themen, wie „Jerusalem on the Day of the Crucifixion“. Als Wehners Studio mangels Nachfrage nach derartigen Gemälden 1887 schloss, übernahm von Ernst eine Lehrtätigkeit an der 1882 gegründeten „Milwaukee Art School“, in deren Leitung er 1888 von Richard Lorenz abgelöst wurde. Als Schüler von Otto von Ernst werden genannt: Mathilda Georgina Schley (1864–1941) und Louis Mayer (1869–1969). Zusammen mit Gustav Wendling und Paul Wilhelmi gründete von Ernst 1887 in Detroit die Kunstschule „New Academy of Fine Arts“.
Am 26. Dezember 1888 heirateten Otto von Ernst und Elizabeth Frederica Pabst (* 2. Juni 1865), Tochter von Captain Frederick Pabst, Eigner der Pabst Brewing Company in Milwaukee, und seiner Gattin Marie, geborene Best (1842–1906). Die Hochzeitsreise führte das Paar nach Europa. Anschließend bezogen sie ein eigens für die Tochter von dem Architekten Alfred Charles Clas (1859–1942) entworfenes Haus, an dessen künstlerischer Ausstattung von Ernst unter anderem an zwei Wandbildern mitwirkte. Elizabeth von Ernst starb bereits 1891 im Alter von 22 Jahren, kurz nach der Geburt ihres ersten Kindes, Elsbeth. Frederick Pabst hinterließ 1904 der Enkelin eine Million Dollar.
Nach dem Tod der Frau kehrte von Ernst ohne seine Tochter und unter Verzicht auf seine Rechte nach Düsseldorf zurück, wo er sich als Tier- und Landschaftsmaler etablierte. Er wurde Mitglied der Allgemeinen Deutschen Kunstgenossenschaft, des Künstlervereins Malkasten – wegen seines USA-Aufenthalts bekam er hier den Spitznamen „Buffalo Bill“ – und der Düsseldorfer Freimaurerloge „Zu den drei Verbündeten“.
Otto von Ernst beteiligte sich an zahlreichen Ausstellungen, unter anderem in Düsseldorf (4. allgemeine deutsche Kunstausstellung 1880: „Auf der Fährte“), München (Internationale Kunstausstellung 1883: „Rendez-vous zur Fuchsjagd. Herren und Damen am Waldessaum“), Berlin (Königliche Akademie: 1880, 1882; Jubiläums-Kunstausstellung 1886: „Rendez-vous zur Fuchsjagd“, Katalogabbildung; Große Kunstausstellung: 1899, 1900, 1902 „Saujagd“, 1903, 1910, 1911). 1888 war er mit der Adresse 205 Grand Avenue, Milwaukee, auf der „Annual Exhibition of American Paintings and Sculpture“ in Chicago mit zwei Gemälden vertreten: 159. „Before Dinner“ ($ 3000) und 289. „Before Supper“ ($ 500).

## Werke (Auswahl)
- Düsseldorf, Malkasten: 3 Landschaftsstudien; Zeichnungen: „Palastruine“, Federzeichnung, 1869; „Widdendorf bei Bergheim“, Bleistift, ca. 1891; „Königshoven“, Bleistift, 1891
- Wuppertal, Von der Heydt-Museum: „Balzende Auerhähne“
- „Parforce-Jagd“ (Boetticher, Nr. 1)
- „Dame zu Pferd in einem Park“ (Boetticher, Nr. 4)
- „Keiler auf der Flucht“; hiernach Holzstich, ca. 1898
- „Im Pferdestall“, 1876: Kunsthandel
- „Brandung an felsiger Küste“, 1883: Kunsthandel
- „Jagdstilleben mit Fasanen“, 1902: Kunsthandel